# ثورة أحمد البرزاني
ثورة أحمد البرزاني تشير إلى أول ثورة بارزانية كبيرة وثالث تمرد وطني كردي في العراق الحديث. بدأت الثورة في عام 1931، بعد أن نجح أحمد البرزاني، أحد أبرز القادة الأكراد في جنوب كردستان، في توحيد عدد من العشائر الكردية. قام الزعيم الكردي الطموح بتجنيد عدد من القادة الأكراد في الثورة، بما في ذلك شقيقه الشاب مصطفى البارزاني، الذي أصبح واحدًا من أكثر القادة تاثرا خلال هذه الثورة. تم التغلب على قوات برزاني في نهاية المطاف من الجيش العراقي بدعم من بريطانيا، مما أضطر قادة برزان للذهاب إلى الجبال ليقاتلوا فيما بعد.